# Grote Molen (Lummen)
De Grote Molen is een watermolen op de Demer, gelegen aan de Schulensebaan 14 in de Belgische gemeente Lummen.
Deze onderslagmolen fungeerde als braakmolen, zaagmolen en korenmolen.

## Geschiedenis
De eerste vermelding van de molen is van 1694, doch deze moet al eerder zijn gebouwd. Het was toen een banmolen van de heren van Lummen, behorende tot het Huis van der Mark. Evenals de Kleine Molen kwam deze uiteindelijk in het bezit van het Huis Arenberg, en werd in 1837 verkocht aan de Luikse adellijke familie Fabry Beckers de Cortils et Grace. De molen werd verhuurd aan particuliere molenaars.
Reeds voor 1844 werd de molen uitgebreid met een hennepbraakgedeelte. Deze uitbreiding bevond zich aan de overzijde van de Demer, op het grondgebied van Schulen. De braakmolen werd kort na 1875 omgebouwd tot zagerij, welke in 1929 voortgezet werd met mechanische drijfkracht, doch tijdens de Tweede Wereldoorlog werd verwoest.
Het huidige, metalen, rad stamt uit 1939 en dreef het maalgedeelte aan. In 1946 werd een elektromotor geplaatst. Het drijfwerk stond toen niet langer meer in verbinding met het rad. In 1956 werd het molenaarsbedrijf gestaakt.
Het huidige molenhuis is een bakstenen gebouw dat voornamelijk uit 1738 stamt, maar een oudere kern heeft van de vroegere vakwerkbouw die in de 17e eeuw werd versteend.
- Inventaris van het Bouwkundig Erfgoed (Vlaanderen): 22580